# Anania e Saffira

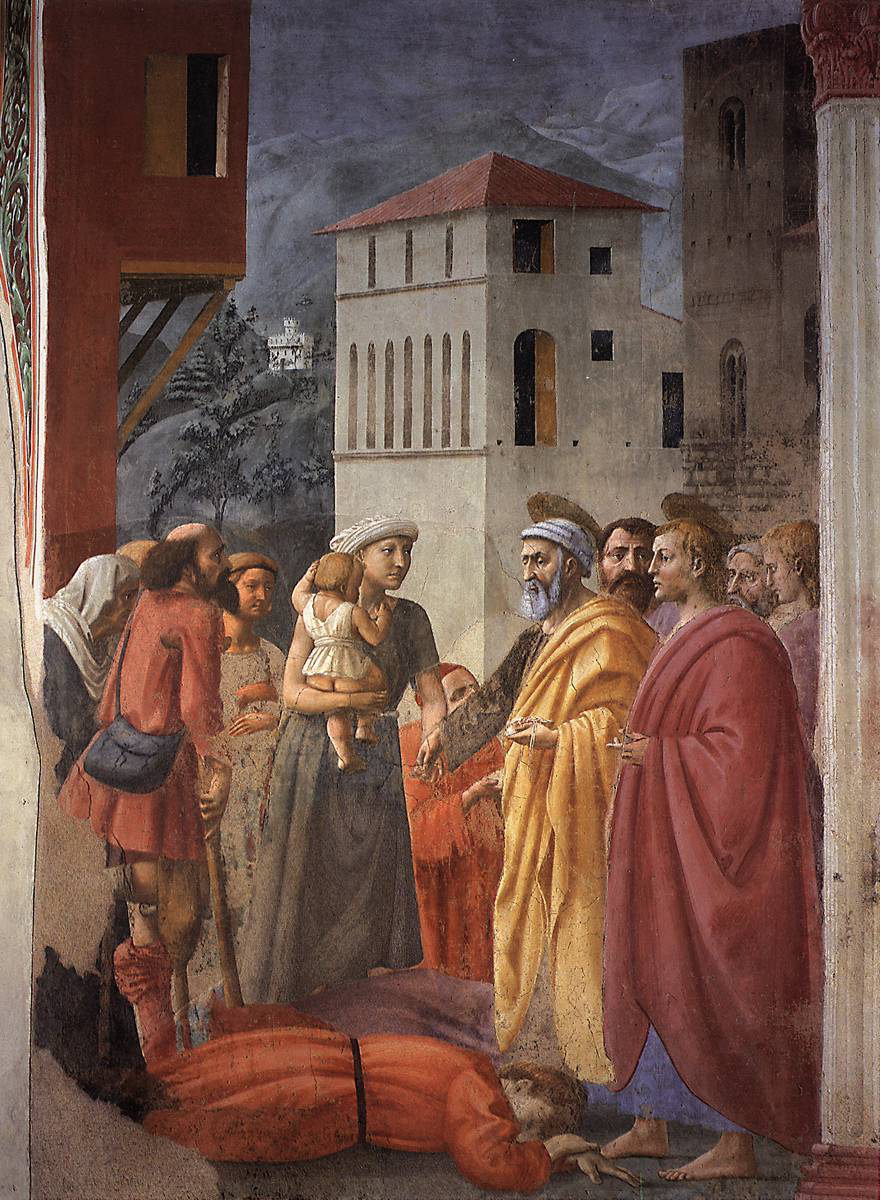
Masaccio, Distribuzione delle elemosine e morte di Anania (1425-1427 circa), cappella Brancacci, Santa Maria del Carmine, Firenze

Anania e Saffira sono due personaggi del Nuovo Testamento, menzionati in un episodio narrato negli Atti degli Apostoli 5,1-11, secondo il quale spirarono davanti a san Pietro (apostolo), per aver mentito a Dio.
San Girolamo, un autore cristiano successivo, riferisce che sarebbe stata la durezza di Pietro ad ucciderli.

## L'episodio
Anania e Saffira erano due anziani, marito e moglie, che, per mettersi in mostra davanti alla primitiva comunità cristiana, decisero di vendere un campo che possedevano e di offrire una parte del ricavato agli Apostoli, dicendo però che si trattava dell'intera somma.
Anania andò dunque a deporre il denaro ai piedi degli apostoli, ma alle domande di Pietro, che era a conoscenza dell'inganno, cadde a terra e morì all'istante. Più tardi, mentre lo portavano a seppellire, arrivò Saffira, ignara dell'accaduto: Pietro la interrogò ed ella mentì sul ricavato dalla vendita; subito anche lei morì allo stesso modo.
Nella primitiva comunità cristiana vigeva un regime di proprietà collettiva, nel quale era sentito l'obbligo di offrire i propri beni agli apostoli, perché li distribuissero a tutti (vedi Atti 2,44-48); il peccato di Anania non sta tanto nel fatto che si era appropriato di una somma destinata alla comunità e che aveva mentito davanti agli apostoli, quanto, piuttosto, che aveva mentito allo Spirito Santo:
(Atti 5,3-4)

## Interpretazioni
Nella voce Pietro del suo Dizionario filosofico, citando anche altri studiosi, Voltaire esprime un'opinione decisamente critica nei confronti dell'apostolo Pietro in questo episodio:
(Voltaire, Dizionario filosofico)
Un commento su tale episodio è stato pure espresso da papa Francesco, che martedì 16 ottobre 2018, in un'udienza ai Seminaristi della Lombardia, risponde ad una domanda sugli scandali della chiesa:
“È necessario che ci siano degli scandali” – dice Gesù. Lo scandalo è dall’inizio della Chiesa: pensate ad Anania e Saffira, quei due che volevano truffare la comunità: uno scandalo. Pietro ha risolto in modo chiaro lo scandalo, in quel caso: ha “tagliato la testa” a tutt’e due. Gesù dice che sì, è necessario che ci siano gli scandali per vedere dove sta il tuo cuore, ma anche ammonisce: “Guai, guai a voi se scandalizzate uno di questi”.